# Municipio de Allens Grove (Illinois)
El municipio de Allens Grove (en inglés: Allens Grove Township) es un municipio ubicado en el condado de Mason en el estado estadounidense de Illinois. En el año 2010 tenía una población de 586 habitantes y una densidad poblacional de 6,33 personas por km².

## Geografía
El municipio de Allens Grove se encuentra ubicado en las coordenadas 40°16′58″N 89°39′49″O / 40.28278, -89.66361. Según la Oficina del Censo de los Estados Unidos, el municipio tiene una superficie total de 92.63 km², de la cual 92,53 km² corresponden a tierra firme y (0,11 %) 0,11 km² es agua.

## Demografía
Según el censo de 2010, había 586 personas residiendo en el municipio de Allens Grove. La densidad de población era de 6,33 hab./km². De los 586 habitantes, el municipio de Allens Grove estaba compuesto por el 97,95 % blancos, el 0,17 % eran afroamericanos, el 0,34 % eran amerindios, el 0,17 % eran asiáticos, el 0,34 % eran de otras razas y el 1,02 % eran de una mezcla de razas. Del total de la población el 1,19 % eran hispanos o latinos de cualquier raza.